# Cyclops unisetiger
Cyclops unisetiger is een eenoogkreeftjessoort uit de familie van de Cyclopidae. De wetenschappelijke naam van de soort is voor het eerst geldig gepubliceerd in 1899 door Graeter.